# Округ Маренго
Округ Маренго (енгл. Marengo County) је округ у америчкој савезној држави Алабама. По попису из 2010. године број становника је 21.027. Седиште округа је град Линден.

## Демографија
Према попису становништва из 2010. у округу је живело 21.027 становника, што је 1.512 (6,7%) становника мање него 2000. године.
| Група             | 2000.          | 2010.          |
| Белци             | 10.582 (46,9%) | 9.607 (45,7%)  |
| Афроамериканци    | 11.655 (51,7%) | 10.872 (51,7%) |
| Азијати           | 41 (0,2%)      | 53 (0,3%)      |
| Хиспаноамериканци | 219 (1,0%)     | 352 (1,7%)     |
| Укупно            | 22.539         | 21.027         |